# Liga ETE 2022
La temporada 2022 de la Liga ETE fue la quinta edición desde que se iniciara la competición de traineras organizada por la Asociación de Traineras de Mujeres en 2018. Compitieron 9 equipos encuadrados en un único grupo. La temporada regular comenzó el 19 de junio en Hernani (Guipúzcoa) y terminó el 28 de agosto en Erandio (Vizcaya). Posteriormente, se disputaron los play-off para el ascenso a la Liga ACT femenina.

## Sistema de competición
La competición consta de una temporada regular de 15 regatas.  Una vez finalizada, se disputa un play-off de ascenso a la Liga ACT femenina.
Dado que al inicio de la temporada, la Liga ACT femenina decidió aumentar el número de traineras participantes pasando de cuatro a ocho tripulaciones para la siguiente temporada 2023, los ascensos y descensos al final de la presente edición quedaron configurados según se describe seguidamente. De las cuatro nuevas participantes, dos procederían de la Liga LGT-F y otras dos de la esta Liga ETE. La última plaza sería ocupada por la ganadora de un play-off de ascenso a disputar entre la última clasificada de la Liga ACT femenina, y las terceras clasificadas de la Liga ETE y de la Liga LGT-F.
Las regatas de disputaron en tandas en líneas con cuatro, cinco o seis calles excepto las banderas Marina de Cudeyo-Gran Premio Dynasol, Ciudad de Rentería, Ane Aizpuru y Erandio que se compitieron en modalidad contrarreloj. En todos los casos la distancia a bogar en cada regata fue de 1.5 millas náuticas que equivalen a 2778 metros.

## Calendario

### Temporada regular
Las siguientes regatas tuvieron lugar en 2022.
| Orden | Regata                                                   | Fecha        | Hora  | Localidad            | Provincia |
| ----- | -------------------------------------------------------- | ------------ | ----- | -------------------- | --------- |
| 1     | I Bandera de Hernani                                     | 19 de junio  | 11:30 | Pasajes de San Pedro | Guipúzcoa |
| 2     | V Bandera de San Juan de Luz                             | 25 de junio  | 16:30 | San Juan de Luz      | Francia   |
| 3     | V Bandera de Zumaya                                      | 26 de junio  | 11:40 | Zumaya               | Guipúzcoa |
| 4     | 4.ª jornada Liga ETE Castro-Urdiales                     | 2 de julio   | 16:30 | Castro-Urdiales      | Cantabria |
| 5     | XXXIX Bandera Noble Villa de Portugalete (1.ª jornada)   | 9 de julio   | 17:20 | Portugalete          | Vizcaya   |
| 6     | XXXIX Bandera Noble Villa de Portugalete (2.ª jornada)   | 10 de julio  | 12:20 | Portugalete          | Vizcaya   |
| 7     | II Bandera Femenina Marina de Cudeyo-Gran Premio Dynasol | 16 de julio  | 17:30 | Pedreña              | Cantabria |
| 8     | IV Bandera Femenina Ciudad de Rentería                   | 23 de julio  | 13:15 | Rentería             | Guipúzcoa |
| 9     | II Bandera Femenina Ayuntamiento de Camargo              | 30 de julio  | 18:30 | Camargo              | Cantabria |
| 10    | XXXVII Bandera de Ondárroa                               | 6 de agosto  | 12:00 | Ondárroa             | Vizcaya   |
| 11    | XIV Bandera de Chingudi                                  | 7 de agosto  | 10:00 | Fuenterrabía         | Guipúzcoa |
| 12    | Bandera Ciudad de Castro Urdiales                        | 13 de agosto | 18:00 | Castro-Urdiales      | Cantabria |
| 13    | II Bandera Femenina de Zarauz                            | 20 de agosto | 10:30 | Zarauz               | Guipúzcoa |
| 14    | II Bandera Ane Aizpuru                                   | 21 de agosto | 11:45 | Bilbao               | Vizcaya   |
| 15    | XXXV Bandera de Erandio                                  | 28 de agosto | 18:00 | Erandio              | Vizcaya   |

### Play-off de ascenso a Liga ACT
| Orden | Regata      | Fecha            | Hora  | Provincia |
| ----- | ----------- | ---------------- | ----- | --------- |
| 1     | Bermeo      | 17 de septiembre | 17:40 | Vizcaya   |
| 2     | Portugalete | 18 de septiembre | 11:25 | Vizcaya   |

## Traineras participantes
| Equipo                       | Nombre de la Trainera | Patrona                            | Localidad       | Provincia |
| ---------------------------- | --------------------- | ---------------------------------- | --------------- | --------- |
| Castro-Canteras de Santullán | La Marinera           | Eneritz Díez                       | Castro-Urdiales | Cantabria |
| Portugalete                  | Jarrillera            | Ziortza Urberuaga                  | Portugalete     | Vizcaya   |
| Deusto-Bilbao                | Tomatera              | Denise Pérez, Marta Barquín        | Bilbao          | Vizcaya   |
| Ondarroa-Cikautxo            | Antiguako Ama         | Naroa Goikoetxea                   | Ondárroa        | Vizcaya   |
| Zumaia-Delteco               | Telmo Deun            | Amane Jimenez                      | Zumaya          | Guipúzcoa |
| Zarautz-Gesalaga-Okelan      | Enbata                | Ane Carrera                        | Zarauz          | Guipúzcoa |
| Hernani-Mitxelena            | Maialen               | Amaia Apecechea, Naia Peñagarikano | Hernani         | Guipúzcoa |
| Hibaika-Jamones Ancin        | Madalen               | Zuriñe Alberdi, Inge Ugarte        | Rentería        | Guipúzcoa |
| Fuenterrabía-Bertako         | Ama Guadalupekoa      | Miren Garmendia                    | Fuenterrabía    | Guipúzcoa |

### Equipos por provincia
| Provincia | N. | Equipos                                                                                                 |
| --------- | -- | --- |
| Guipúzcoa | 5  | Hibaika-Jamones Ancin, Hernani-Mitxelena, Fuenterrabía-Bertako, Zarautz-Gesalaga-Okelan, Zumaia-Delteco |
| Vizcaya   | 3  | Deusto-Bilbao, Ondarroa-Cikautxo, Portugalete                                                           |
| Cantabria | 1  | Castro-Canteras de Santullán                                                                            |

### Ascensos y descensos
| Pos.  | Ascendida a Liga ACT |
| ----- | -------------------- |
| Prom. | Tolosaldea (1.ª)     |

| Pos.  | Descendida de Liga ACT    |
| ----- | ------------------------- |
| Prom. | Hondarribia-Bertako (4.ª) |

| Pos. | Clubes de temporada 2021 no inscritos |
| ---- | ------------------------------------- |
| 4.ª  | San Juan-Igartza                      |
| 7.ª  | Isuntza-Elecnor                       |
| 8.ª  | Lutxana                               |
| 10.ª | Lapurdi                               |

| Pos. | Nueva inscripción |
| ---- | ----------------- |
| -    | Hernani-Mitxelena |
| -    | Portugalete       |

     Ascenso después de play-off.

     Descenso después de play-off.

     Descenso administrativo o desaparición.

     Nueva inscripción.

## Clasificación

### Temporada regular
A continuación se recoge la clasificación en cada una de las regatas disputadas.

#### Puntuaciones
Los puntos se reparten entre las nueve participantes en cada regata. 
| Posición | 1.º | 2.º | 3.º | 4.º | 5.º | 6.º | 7.º | 8.º | 9.º |
| -------- | --- | --- | --- | --- | --- | --- | --- | --- | --- |
| Puntos   | 9   | 8   | 7   | 6   | 5   | 4   | 3   | 2   | 1   |

#### Resultados por regata
| Pos. | Club                         | Trainera         | 1 HER | 2 LUZ | 3 ZUM | 4 ETE | 5 PO2 | 6 PO2 | 7 CUD | 8 REN | 9 CAM | 10 OND | 11 CHI | 12 CAS | 13 ZAU | 14 ANE | 15 ERA | Puntos |
| ---- | ---------------------------- | ---------------- | ----- | ----- | ----- | ----- | ----- | ----- | ----- | ----- | ----- | ------ | ------ | ------ | ------ | ------ | ------ | ------ |
| 1    | Fuenterrabía-Bertako         | Ama Guadalupekoa | 1     | 4     | 1     | 2     | 3     | 1     | 1     | 3     | 1     | 1      | 1      | 1      | 1      | 2      | 1      | 126    |
| 2    | Hibaika-Jamones Ancin        | Madalen          | 3     | 2     | 2     | 1     | 1     | 3     | 3     | 1     | 2     | 2      | 2      | 2      | 2      | 3      | 2      | 119    |
| 3    | Deusto-Bilbao                | Tomatera         | 2     | 3     | 5     | 4     | 2     | 2     | 2     | 2     | 3     | 6      | 7      | 3      | 7      | 1      | 3      | 98     |
| 4    | Zumaia-Delteco               | Telmo Deun       | 7     | 1     | 3     | 3     | 5     | 5     | 4     | 5     | 4     | 3      | 5      | 4      | 3      | 6      | 6      | 86     |
| 5    | Ondarroa-Cikautxo            | Antiguako Ama    | 4     | 5     | 6     | 5     | 4     | 4     | 7     | 6     | 7     | 4      | 3      | 7      | 4      | 7      | 7      | 70     |
| 6    | Zarautz-Gesalaga-Okelan      | Enbata           | 6     | 6     | 4     | 6     | 7     | 8     | 5     | 4     | 5     | 5      | 6      | 5      | 6      | 5      | 4      | 68     |
| 7    | Hernani-Mitxelena            | Maialen          | 5     | 7     | 7     | 7     | 6     | 6     | 6     | 7     | 6     | 7      | 4      | 6      | 5      | 4      | 5      | 62     |
| 8    | Castro-Canteras de Santullán | La Marinera      | 8     | 8     | 8     | 8     | 9     | 7     | 8     | 8     | 9     | 9      | 8      | 8      | 8      | 8      | 8      | 28     |
| 9    | Portugalete                  | Jarrillera       | 9     | 9     | 9     | 9     | 8     | 9     | 9     | 9     | 8     | 8      | 9      | 9      | 9      | 9      | 9      | 18     |

| Color  | Resultado |
| ------ | --------- |
| Oro    | Ganadora  |
| Plata  | Segunda   |
| Bronce | Tercera   |
| Verde  | Puntuó    |

#### Palmarés
| Pos. | Club                         | Victorias | Segundas | Terceras | Puntos | Ascenso o descenso  |
| ---- | ---------------------------- | --------- | -------- | -------- | ------ | ------------------- |
| 1    | Fuenterrabía-Bertako         | 10        | 2        | 2        | 126    | Ascenso a Liga ACT  |
| 2    | Hibaika-Jamones Ancin        | 3         | 8        | 4        | 119    | Ascenso a Liga ACT  |
| 3    | Deusto-Bilbao                | 1         | 5        | 4        | 98     | Play-off de ascenso |
| 4    | Zumaia-Delteco               | 1         | -        | 4        | 86     |                     |
| 5    | Ondarroa-Cikautxo            | -         | -        | 1        | 70     |                     |
| 6    | Zarautz-Gesalaga-Okelan      | -         | -        | -        | 68     |                     |
| 7    | Hernani-Mitxelena            | -         | -        | -        | 62     |                     |
| 8    | Castro-Canteras de Santullán | -         | -        | -        | 28     |                     |
| 9    | Portugalete                  | -         | -        | -        | 18     |                     |

### Play-off de ascenso a Liga ACT
Al renunciar el Club de Remo Chapela a participar en la siguiente edición de la Liga ACT femenina, se invitó a la Sociedad Deportiva Tiran que ocupase la plaza reservada a las traineras gallegas, ofrecimiento aceptado por dicho club.
Los puntos se reparten entre las dos participantes en cada regata.
| Posición | 1.ª | 2.ª |
| -------- | --- | --- |
| Puntos   | 2   | 1   |

| Pos. | Club          | Trainera   | 1 BER | 2 POR | Puntos | Ascenso o descenso    |
| ---- | ------------- | ---------- | ----- | ----- | ------ | --------------------- |
| 1    | Tolosaldea    | Tolosaldea | 1     | 1     | 4      | Permanece en Liga ACT |
| 2    | Deusto-Bilbao | Tomatera   | 2     | 2     | 2      | Permanece en Liga ETE |